# جوزيف نولان
جوزيف نولان (بالإنجليزية: Joseph Nolan)‏ هو عازف الأرغن بريطاني، ولد في 3 مايو 1974.

## وصلات خارجية
- جوزيف نولان على موقع ميوزك برينز (الإنجليزية)